# Computerspiel
Ein Computerspiel, Videospiel, Game oder Telespiel (siehe zur Begriffsklärung auch Ludologie) ist ein elektronisches Spiel, das durch Interaktion über ein Eingabegerät visuelles Feedback auf einem Bildschirm (TV, Monitor, Handy, Brille) generiert. Es gilt als ein besonders immersives Medium, da es durch Interaktivität, Storytelling und Leveldesign ein starkes Eintauchen in die Spielwelt ermöglicht. Dabei hängt der Grad der Immersion von der Gestaltungsqualität und der Spielplattform (z. B. PC, Mobile, XR) ab.
Mitte der 2020er sind Computerspiele allgemein in der Gesellschaft verbreitet und Teil der Popkultur. Die Computerspielindustrie generiert inzwischen mehr als doppelt so viel Umsatz wie die gesamte Film- und Musikindustrie zusammen.

## Geschichte

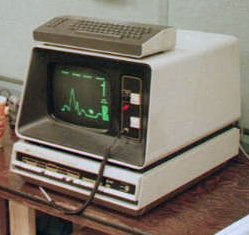
Lunar Lander, Computerspiel aus dem Jahre 1973

Bereits auf den ersten Computern gab es Versuche, bekannte Spiele, wie etwa das Damespiel, umzusetzen. Als erstes Computerspiel, welches neue Möglichkeiten jenseits altbekannter Spiele bot, wird oft das 1958 von dem Amerikaner William Higinbotham entwickelte Tennis for Two angesehen. Die Entwicklung war stark abhängig vom technischen Fortschritt der Computertechnik. Spielte sie sich anfangs nur „nebenher“ auf eigentlich für andere Zwecke vorgesehenen Großrechnern an Universitäten ab, so wurde es in den 1970er Jahren durch die Kombination der inzwischen relativ kostengünstigen einfachen Logikchips mit der existierenden Fernsehtechnologie möglich, Spiele auch auf elektronischen Spielautomaten in der Öffentlichkeit zu spielen. Sehr erfolgreich war zum Beispiel Pong von Nolan Bushnell. Unternehmen wie Atari oder Magnavox brachten das Computerspiel als Videospiel mit einer Spielkonsole auch den Heimanwendern nahe. Es entwickelte sich ein rasant wachsender Massenmarkt.
Durch die Einführung der Heim- und Personal-Computer (PCs) in den 1980er Jahren entwickelten sich zunächst zwei technisch betrachtet unterschiedliche Arten des Computerspiels: zum einen das Videospiel (damals „Telespiel“), welches auf speziellen Spielkonsolen lief, und das Computerspiel für Heimcomputer und später zunehmend für PCs. Im Jahr 1983 kam es zu einem Crash auf dem Videospielemarkt, vor allem durch die Überschwemmung des Marktes und wachsende Konkurrenz der Personal-Computer gegenüber den Spielkonsolen. In Japan, wo Heimcomputer noch nicht so erfolgreich waren, läutete Nintendo 1983 mit der Konsole Nintendo Entertainment System (NES) eine neue Ära der Videospiele ein, die etwa zwei Jahre später, 1985, auch Nordamerika und Europa erreichte.
Seit Mitte der 1990er Jahre werden die Bereiche für Spielekonsolen und PCs wieder zunehmend zusammengeführt. So bilden einheitliche Speichermedien (wie die CD-ROM oder DVD) und eine kompatible Hardware die Möglichkeit, Spiele für einen breiteren Markt anzubieten. Für verschiedene Konsolen wie auch für PCs werden Spiele weitgehend parallel entwickelt. Durch das Internet bekam die Entwicklung einen zusätzlichen Schub.
Computerspiele sind heute eine weit verbreitete Form der Unterhaltung. Sie zählen zu den produktivsten Bereichen erzählerischer Aktivität in den digitalen Medien. Sie haben den Bereich der Interactive Fiction um sensuelle Eindrücke erweitert und den Benutzern ermöglicht, in Echtzeit zu interagieren. In vielen Ländern hat sich eine eigene Industrie für ihre Entwicklung gebildet, deren Umsätze teilweise die der jeweiligen Filmindustrie übersteigen.

## Gesellschaftliche Bedeutung

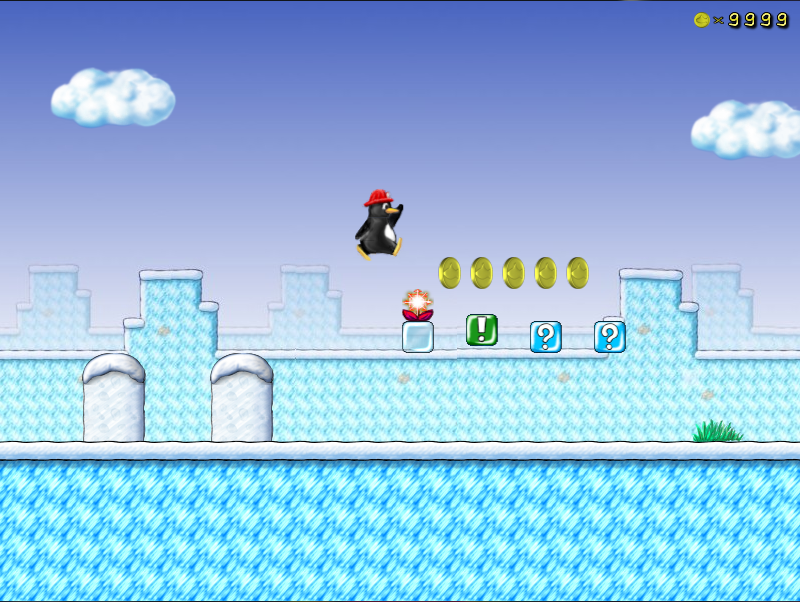
Bildschirmfoto des Spiels SuperTux (aus dem Jahr 2000)

### Bedeutung
Computerspiele beeinflussen Menschen moderner Gesellschaften ebenso wie andere Massenmedien. Besonders bei Jugendlichen ist zu beobachten, dass sich ihr Alltag durch die Nutzung des Computers stark verändert.
Die Bedeutung und Akzeptanz eines Computerspiels ist in den einzelnen Industriestaaten sehr unterschiedlich. In manchen Ländern führten Computerspiele zunächst gesellschaftlich und kulturell ein Nischendasein, wenn auch nicht zwingend wirtschaftlich. Dagegen hat sich beispielsweise in Südkorea und vielen anderen, insbesondere den Industriestaaten inzwischen eine eigene Kultur rund um Spiel und Spieler gebildet. Computerspiele nehmen teilweise einen hohen Stellenwert im Alltagsleben ein.
Das Computerspiel wird bisher nur zögernd als Kunstform neben Film, Musik, bildender Kunst usw. akzeptiert. Das mag an der kurzen Geschichte und den oft sehr technologiebasierten fixierten Inhalten liegen, wobei diese zudem bei neuen Titeln sehr oft bloße technisch verbesserte Wiederholungen älterer Versionen mit wenig neuen Inhalten sind.
Im Internet hat sich im Zusammenhang mit Computerspielen die Let’s-Play-Szene entwickelt. So ist etwa der YouTube-Kanal PewDiePie, der durch Let’s Plays bekannt geworden ist, einer der meist abonnierten auf der Plattform.

### Nutzung

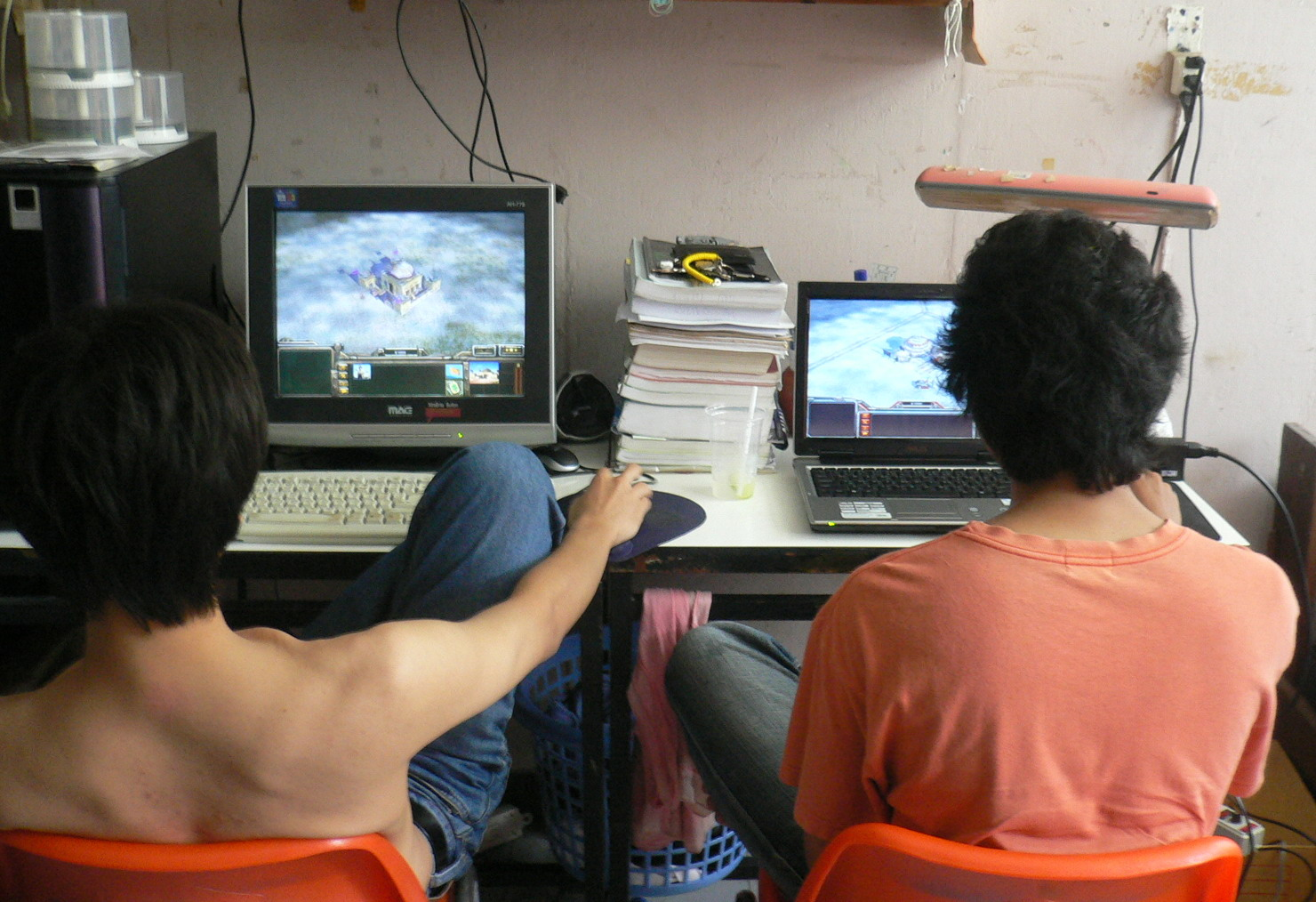
Zwei junge Männer spielen Computerspiele (Thailand, 2007)

Computerspiele werden in allen Altersschichten gespielt. Manche Kinder beginnen bereits im Vorschulalter damit. Im Allgemeinen interessieren sich vor allem männliche Jugendliche und junge Männer für Computerspiele.
Laut Digitalverband Bitkom spielte im Jahre 2021 die Hälfte der Deutschen (rund 50 Prozent) Computer- und Videospiele. Bei den 16- bis 29-Jährigen lag der Anteil bei 81 Prozent. In der Altersgruppe zwischen 30 und 49 Jahren waren es 67 Prozent, unter den 50- bis 64-Jährigen 40 Prozent und in der Generation der 65-Jährigen und Älteren spielten nur 18 Prozent. Die Entertainment Software Association, der Wirtschaftsverband, in dem die meisten Computerspiele Publisher engagiert sind, ging 2006 davon aus, dass jeder vierte US-amerikanische Bürger im Alter von über 50 Jahren regelmäßig am Computer spielt. Weibliche Jugendliche sind Computerspielen nicht abgeneigt, verbringen aber meist weniger Zeit damit. In Deutschland spielten 2011 der Studie GameStat nach 30,1 % der Männer und 20,9 % der Frauen Computer- oder Videospiele. 2015 konnte eine repräsentative Umfrage erstmals zeigen, dass in Deutschland der Anteil an Spielern bei Männern und Frauen mit 43 bzw. 42 Prozent in etwa gleich hoch ist. Dieser Befund hat sich seitdem verfestigt: 2021 war der Anteil an Spielern bei Männern und Frauen mit 53 bzw. 47 Prozent nahezu ausgeglichen. Insbesondere im E-Sport, dem wettbewerbsmäßigen Spielen von Computer- oder Videospielen, gibt es etliche sogenannte „all female“, also rein weibliche Clans, die auch ihre eigenen Turniere bestreiten.
In der Regel richten Spielkonsolen sich an ein jüngeres Publikum und beinhalten deshalb mehr Action. Computerspiele für den PC können durch leistungsfähigere Hardware komplexere Simulationen erzeugen und sind daher auch bei Älteren beliebt: Die Hauptkäufergruppe sind nicht Jugendliche, sondern junge Erwachsene, da Jugendliche nicht über das erforderliche Geld verfügen und deswegen kommerzielle Software oft kopieren. Ein ähnliches Problem kennt die Musikindustrie. Eine Nutzung von Computerspielen zum Zweck der Ausbildung ist möglich. Sie entspricht aber nicht der strengen Definition eines Spiels als zweckfrei, so dass man in solchen Fällen meist von Simulationen spricht.
Zudem gibt es eine zunehmende Zahl von Menschen, die Computerspiele nicht nur nutzen, sondern diese auch verändern und sogar neue Spiele daraus entwickeln wollen. Sogenannte Mods (Kurzform von Modifikation) sind meist von den Spielern, selten von professionellen Spieleentwicklern erstellte Veränderungen oder Erweiterungen von Computerspielen. Die bekannteste Modifikation ist Counter-Strike, ursprünglich als Mehrspieler-Erweiterung zu Half-Life entstanden. Die Computerspiel-Industrie unterstützt diese Szene zunehmend aktiv, da es eine günstige Möglichkeit darstellt, Fehler oder unerwünschte Beschränkungen zu beseitigen und zusätzliche Funktionen einzubauen, um die Spiele attraktiver zu machen.
Computerspiele werden auch als private Einnahmequelle missbraucht, in dem das im Spiel erworbene virtuelle „Gold“ weiterverkauft wird. 2008 lebten schätzungsweise 500.000 Menschen in Entwicklungsländern von solchen Einnahmen.

### Wirkung

#### Negative Effekte
Bei übertriebenem Konsum von Computerspielen und dem damit verbundenen Schlafentzug kann es (wie bei übertriebener Computernutzung allgemein) zu Schlafstörungen, Halluzinationen, Konzentrationsschwächen, Haltungsschäden (hervorgerufen durch Bewegungsmangel), Nervenschäden (Karpaltunnelsyndrom), Augenschäden (Gamer Eye Syndrom) und Nervosität kommen. Auch das Auftreten von Gaming Sickness (siehe auch Simulator Sickness, Reisekrankheit) ist möglich. In vielen Spielhandbüchern werden außerdem Epilepsiewarnungen ausgesprochen; diese sind in einigen Staaten gesetzlich vorgeschrieben. Eine im November 2005 veröffentlichte Studie der Berliner Charité zeigte, dass etwa jeder zehnte Computerspieler Abhängigkeitskriterien erfüllt, vergleichbar mit denen von anderen Süchtigen wie beispielsweise Alkoholabhängigen.
Unabhängig davon kann auch für Computerspiele derselbe viel zitierte Satz zu gelten, der im Rahmen der Erforschung des Fernsehens entstand:

“For some children, under some conditions, some television is harmful. For other children under the same conditions, or for the same children under other conditions, it may be beneficial. For most children, under most conditions, most television is probably neither harmful nor particularly beneficial.”

„Für manche Kinder ist etwas Fernsehen unter bestimmten Bedingungen schädlich. Für andere Kinder unter denselben Bedingungen oder für dieselben Kinder unter anderen Bedingungen kann es nützlich sein. Für die meisten Kinder unter den meisten Bedingungen sind die meisten Fernsehsendungen wahrscheinlich weder schädlich noch besonders nützlich.“

Der Berufsverband Deutscher Psychologinnen und Psychologen (BDP) warnte auf der Spielemesse Gamescom 2016 vor dem Einfluss von gewalthaltigen Spielen („Killerspielen“) auf die Gewaltbereitschaft von Menschen. Bei allen Effekten von Medienkonsum (z. B. Geschicklichkeit, Konzentration) gehe man selbstverständlich davon aus, dass ein Einfluss besteht, jedoch nicht bei „Killerspielen“. Hier werde die irrige Meinung verbreitet, dass diese keinen kausalen Einfluss auf die Gewaltbereitschaft hätten. „Genau wie die Produktwerbung im Fernsehen das Kaufverhalten im Supermarkt beeinflusst, wirkt sich das Töten und Verletzen im Rahmen von Killerspielen auf Gedanken, Gefühle und Verhaltensweisen im echten Leben aus. Gewalterfahrungen im realen Leben und in den Medien verstärken sich gegenseitig und führen nicht nur kurzfristig, sondern auch langfristig zu einer positiven Bewertung von Gewalt“. Laut einer Expertise der Mediengewaltkommission der Internationalen Gesellschaft für Aggressionsforschung (International Society for Research on Aggression ISRA) gibt es wissenschaftliche Belege für einen Zusammenhang von Amoktaten und ähnlichen Formen extremer Gewalt und „Erfahrung von Gewalt in der virtuellen Realität, sei es durch Killerspiele oder durch Horrorvideos“.

#### Positive Effekte
Zu den förderlichen Auswirkungen von Videospielen kann das Training von räumlicher Orientierung, Gedächtnisbildung, strategischem Denken sowie Feinmotorik gehören. Auch die Aufmerksamkeit und Wahrnehmung visueller Details kann verbessert werden. Doch Computerspiele sind nicht nur als reine Freizeitbeschäftigung für die Konsumenten selbst interessant; es gibt inzwischen gezielte Anwendungen durch die Medizin, beispielsweise zur Behandlung von Demenzerkrankungen, Schmerz- oder Schlaganfallpatienten, wobei teilweise speziell entwickelte und teilweise „normale“ Spiele erprobt werden.
Für die Behandlung einer Schwachsichtigkeit, vornehmlich im Kindesalter, wurde ein Spiel konzipiert, bei dem das seit Langem bekannte Anaglyph-Verfahren für 3D-Stereoskopie zweckentfremdet wird, um statt eines 3D-Eindrucks ein 2D-Bild zu erzeugen, das nur unter Benutzung beider Augen korrekt erkannt werden kann; ein Spielfortschritt ist nicht möglich, wenn nur das dominante Auge benutzt wird.

### Wettbewerb und Meisterschaften

#### E-Sport

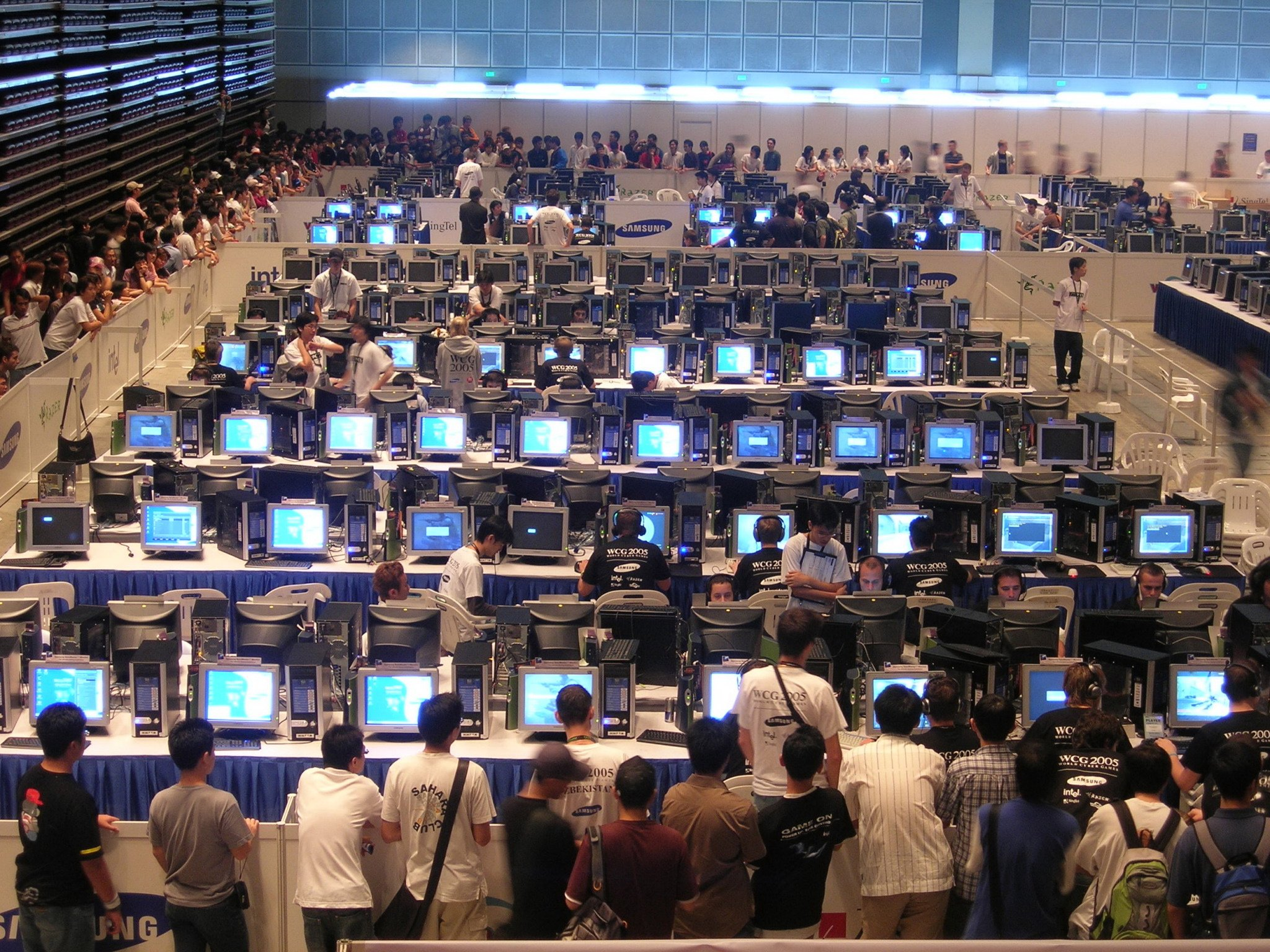
E-Sport-Wettbewerb (World Cyber Games in Singapur, 2005)

Beim elektronischen Sport (E-Sport) treten Spieler organisiert in Clans im Mehrspielermodus der einzelnen Computerspiele gegeneinander an, um sich sportlich zu messen oder zunehmend auch um finanzielle Interessen zu verfolgen. Wenn hauptsächlich Preisgelder aus den Turnierspielen und Sponsorenverträgen angestrebt werden, spricht man vom Progaming. Diese Mannschaften spielen dann auch häufig in Ligen mit. Die wohl bekannteste und größte Liga im deutschen Raum ist die ESL, die Electronic Sports League, bei der die Gewinner Prämien von bis zu 500.000 € gewinnen können. Inzwischen steigern sich aber die Preisgelder enorm, beispielsweise gibt es bei der CPL World Tour ein Preisgeld von 1.000.000 Dollar zu gewinnen. International weitaus prestige- und preisgeldträchtigere Turniere sind der Electronic Sports World Cup oder die World Cyber Games. Neben den Sportligen gibt es mittlerweile Meisterschaften in fast allen Genres der Videospielekultur (Ego-Shooter, Construction Games etc.).

#### Speedrunning
Beim Speedrunning spezialisiert sich der Wettbewerb darauf, Computerspiele oder einzelne Segmente dieser in möglichst kurzer Zeit abzuschließen. Die Disziplin ist über alle Videospielgenres vertreten und ist nicht auf Einzel- oder Mehrspielererfahrungen begrenzt. Der Wettbewerb wird primär über Plattformen wie Speedrun.com ausgetragen, auf denen durch die Communitys je nach Spiel und Kategorie eigene Regelwerke erarbeitet werden und eingereichte Rekorde durch Freiwillige geprüft und in Form von Ranglisten veröffentlicht werden. Aufnahmen und Livestreams von Speedruns werden für gewöhnlich auf Plattformen wie YouTube und Twitch geteilt und erreichen so primär ihre Zuschauerschaft. Ähnlich dem klassischen E-Sport werden auch gemeinschaftliche Wettbewerbe wie Marathons und Speedrun-Races abgehalten, diese zielen jedoch eher darauf ab Unterhaltung zu bieten, als Weltrekorde anzufechten.

## Computerspiele als Industrie

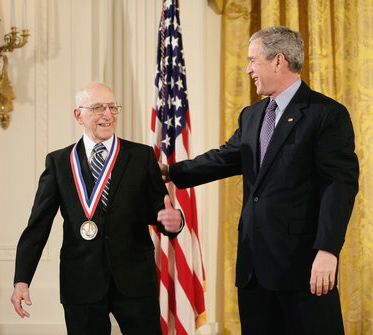
Ralph Baer (links), der Entwickler der ersten Spielkonsole Magnavox Odyssey, hier mit George W. Bush

Während in den frühen 1980er Jahren zur Zeit der Heimcomputer und Videospielkonsolen noch ein einzelner Programmierer nahezu alle Aufgaben der Produktion eines Spiels erledigen konnte, benötigt man heute für kommerzielle Computerspiele aufgrund der gestiegenen Komplexität (wie z. B. durch den technischen Fortschritt oder die höheren Ansprüche an das fertige Produkt im Allgemeinen) Teams aus Spezialisten für die einzelnen Bereiche.

### Entwicklerszene
Computerspiele/Videospiele werden von Spieleentwicklern erstellt. Das können zwar auch Einzelpersonen sein, sind jedoch meist sog. Studios (Developer), in denen mindestens ein Game Designer, Produzent, Autor, Grafikdesigner, Programmierer, Level-Designer, Tongestalter, Musiker und Spieltester in Teams an der Entwicklung von Computerspielen zusammenarbeiten. Zu den bekanntesten Entwicklern zählen John Carmack, Sid Meier, Peter Molyneux, Will Wright, Shigeru Miyamoto, Yū Suzuki, Geoff Crammond, Richard Garriott, Hideo Kojima, American McGee, Markus Persson, Chris Sawyer und Warren Spector. Die meisten Teams umfassen zwanzig bis fünfzig Entwickler, es können aber auch über hundert sein.
Die durchschnittliche Entwickleranzahl und auch die Entwicklungsdauer sind mit der wachsenden Bedeutung der Industrie und der zunehmend komplexeren Technologie angestiegen. Die Produktion eines modernen, kommerziellen Spiels dauert etwa ein bis drei Jahre. Die Produktionskosten werden oftmals von sogenannten Publishern (vergleichbar mit Buchverlagen) getragen, die das fertige Produkt später vertreiben und vermarkten.
Besonders in Japan unterscheidet sich die Spieleindustrie recht stark von der in Europa und den USA. Durch die Geschichte der Arcade-Spiele und der immer noch höheren Popularität von Konsolen- und Arcade-Spielen gegenüber PC-Spielen in Japan entwickelten sich dort andere Strukturen der Spielentwicklung. So produzieren viele Entwickler anonym oder unter Pseudonymen. Oft haben die Teams in Japan einen fest zugeordneten Designer (Director genannt) und sind wesentlich größer als bei vergleichbaren Spielen aus anderen Ländern. Da es auch schwieriger ist, ohne Publisher Spiele für Konsolen zu produzieren als beispielsweise für PCs, gibt es kaum unabhängige Produktionen aus Japan. In Europa und den USA haben sich dagegen etliche von Publishern unabhängige Studios gebildet.
Vor der Veröffentlichung eines Computerspiels wird es einer Prüfung durch die Unterhaltungssoftware Selbstkontrolle (USK) unterzogen. Diese Prüfung ist keine Pflicht, wird aber bei praktisch jeder Neuveröffentlichung vorgenommen, da das Videospiel sonst nur volljährigen Käufern zugänglich gemacht werden dürfte. Diese Einstufung wird durch einen deutlich sichtbaren Aufdruck auf der Verpackung und dem Datenträger gekennzeichnet. Sollte der Inhalt des Spiels gegen geltendes Recht verstoßen (zum Beispiel bei Kriegsverherrlichung oder der Darstellung von leidenden Menschen in einer die Menschenwürde verletzende Weise), kann das Spiel durch die Bundesprüfstelle für jugendgefährdende Medien (BPjM) indiziert werden. Um das zu verhindern, werden Spiele für den deutschen Markt oft in einer gegenüber der internationalen Version „geschnittenen“ Fassung verkauft.
Trotz der großen Popularität von Computerspielen ist eine Beschäftigung in dieser Industrie noch immer recht unsicher. Viele Entwicklerstudios entstehen, entwickeln einzelne Spiele und verschwinden schnell wieder vom Markt. Aus diesem Grund ist zu beobachten, dass sich die Entwickler verstärkt in bestimmten geografischen Gebieten ansammeln, um sich schnell wieder benachbarten Studios anzuschließen oder gar neue Teams zu gründen. Nur rund fünf Prozent aller Computerspiele erwirtschaften Profite. Etliche Produktionen werden nicht fertiggestellt und nie veröffentlicht. Deshalb kann es durchaus erfahrene Spieleentwickler geben, deren Arbeiten aber nie der Öffentlichkeit bekannt wurden.
Die Spieleentwickler organisieren sich auf internationaler Ebene in der International Game Developers Association (IGDA) und haben sich in Deutschland zum Bundesverband der Entwickler von Computerspielen (G.A.M.E.) zusammengeschlossen. Weitere Verbände zur Interessensvertretung sind die Entertainment Software Association in den Vereinigten Staaten und der Bundesverband Interaktive Unterhaltungssoftware in Deutschland.
Die größte Fachmesse war die E3 Media and Business Summit (ehemals Electronic Entertainment Expo, auch E3), die jährlich in Los Angeles stattfand.  Der Besuch war Fachbesuchern vorbehalten. 2023 wurde angekündigt, dass die Messe nicht fortgesetzt wird. In Europa war die Games Convention in Leipzig mit jährlich über 100.000 Besuchern die größte Messe für Computerspiele, seit 2009 wurde diese von der Gamescom auf dem Kölner Messegelände abgelöst. Spieleentwickler präsentieren jedes Jahr auf der Game Developers Conference die neuesten Entwicklungen und tauschen sich über kommende Technologien aus.

### Verkaufszahlen und Umsätze in Deutschland
Einmalige Käufe, Abonnements, In-Game- und In-App-Käufe von Computer- und Videospielen nach Angaben des Branchenverbands GAME:
| Jahr | Umsatz in Euro |
| ---- | -------------- |
| 2023 | 5,845 Mrd.     |
| 2022 | 5,516 Mrd.     |
| 2021 | 5,448 Mrd.     |
| 2020 | 4,584 Mrd.     |
| 2019 | 3,415 Mrd.     |

Ältere Informationen zu verkauften Datenträgern und Downloads und Umsätzen für Computer- und Videospiele in Deutschland nach Angaben des Bundesverband Interaktive Unterhaltungssoftware (BIU):
| Jahr | Verkaufte Einheiten | Umsatz in Euro |
| ---- | ------------------- | -------------- |
| 2014 | 84,2 Mio.           | 1,723 Mrd.     |
| 2013 | 69,5 Mio.           | 1,470 Mrd.     |
| 2012 | 73,7 Mio.           | 1,501 Mrd.     |
| 2011 | 70,9 Mio.           | 1,574 Mrd.     |
| 2010 | 71,1 Mio.           | 1,591 Mrd.     |
| 2009 | 68,4 Mio.           | 1,605 Mrd.     |
| 2008 | 70,2 Mio.           | 1,642 Mrd.     |

Der Markt für Computerspiele in Deutschland war 2013 nach Aussagen des GAME mit einem Umsatz in Höhe von 2,66 Milliarden der größte in Europa.

### Weltweiter Umsatz
Die folgende Tabelle stellt die zehn größten Videospielmärkte nach geschätztem Umsatz für das Jahr 2018 dar.
| Nr. | Land                   | Umsatz       |
| --- | ---------------------- | ------------ |
| 1   | China                  | 34,40 Mrd. $ |
| 2   | USA                    | 31,54 Mrd. $ |
| 3   | Japan                  | 17,72 Mrd. $ |
| 4   | Südkorea               | 05,76 Mrd. $ |
| 5   | Deutschland            | 04,99 Mrd. $ |
| 6   | Vereinigtes Königreich | 04,73 Mrd. $ |
| 7   | Frankreich             | 03,37 Mrd. $ |
| 8   | Kanada                 | 02,40 Mrd. $ |
| 9   | Spanien                | 02,20 Mrd. $ |
| 10  | Italien                | 02,17 Mrd. $ |

### Ausbildung
Trotz der hohen Umsatzzahlen bieten nur wenige deutsche staatliche Fachhochschulen Studiengänge im Bereich des Game-Designs an.
Seit 2023 gibt es die staatlich anerkannte duale Ausbildung zum Gestalter für immersive Medien, welche angrenzend auch den Themenbereich des Computerspiels behandelt, da die Auszubildenden grundlegende Kenntnisse in 3D, Animation und im Umgang mit einer Game-Engine erwerben.

## Inhalte
Viele Computerspiele definieren als Ziele im Spiel formalisierte Erfolgskriterien wie eine hohe Punktzahl (Highscore) oder das Erreichen eines Sieges. Einige Spiele bieten außerdem Spielmodi, in denen kein Ziel definiert wurde und das Spiel beliebig fortgesetzt werden kann (Endlosspiel) oder nur durch einen Misserfolg beendet wird. Beispiele dafür sind Lebenssimulationen und Non-Games.

### Motive
Moderne Computerspiele beschäftigen sich mit sehr unterschiedlichen Inhalten; einige nehmen zudem Bezug auf andere Medien. So werden oft Elemente oder ganze Welten aus bekannten Filmen wie etwa aus Blade Runner, den James-Bond-, Star-Trek- und Star-Wars-Serien übernommen und immer häufiger aus Computerspielen auf andere Medien übertragen – wie etwa die Verfilmungen von Tomb Raider, Resident Evil und Doom.

### Kategorien und Genres
Obwohl es die unterschiedlichsten Arten von Computerspielen gibt, ist innerhalb der wissenschaftlichen Auseinandersetzung keine klar definierte Kategorisierung möglich. Man unterscheidet zwischen vielen Genres, die auf der einen Seite eher auf semiotischen Schemata basieren (wie etwa Action-Adventures), auf der anderen Seite die Mechaniken und die verwendete Schnittstelle beschreiben (zum Beispiel Ego-Shooter). So gibt es etliche Computerspiele, die mehreren Genres zugeordnet werden können und bei denen deshalb eine Eingliederung schwerfällt. Einige Genres sind sehr bekannt, andere weniger.
Zu den bekanntesten Genres zählt seit Mitte der 1990er Jahre der Ego-Shooter oder First-Person-Shooter, bei dem die virtuelle Spielwelt aus der Ich-Perspektive dargestellt wird und der meistens das reaktionsschnelle Abschießen von virtuellen Gegnern zum Inhalt hat (siehe Frag). Weitere bedeutende Genres sind das Adventure, bei dem oft Rätsel in die Geschichte eingefasst sind und die Reaktionsschnelle gegenüber dem Nachdenken in den Hintergrund tritt; Strategiespiele, bei denen es darum geht, eine Basis aufzubauen, Rohstoffe zu sammeln, eine Armee oder Ähnliches aufzustellen und damit strategisch gegen seinen Gegner vorzugehen; Rollenspiele, in denen es vor allem um die spezifische Ausprägung der Fertigkeiten eines virtuellen Charakters ankommt und Jump-’n’-Run-Spiele, in denen sich die Spielfigur laufend und springend fortbewegt und das präzise Springen einen wesentlichen Teil der spielerischen Handlung darstellt. Ein weiteres Genre, das eng mit der Entwicklung von Computern verbunden ist, sind diverse Simulationen, wie Flugsimulationen, die teilweise auch professionell genutzt werden. Dazu zählen auch Wirtschaftssimulationen, in denen ein möglichst hoher Gewinn erwirtschaftet werden muss. In Sportspielen muss durch Geschicklichkeit an der Schnittstelle eine virtuelle Sportsituation gemeistert werden.

## Interaktion
Der Benutzer interagiert über einen Computer mit anderen Spielern oder künstlichen Spielfiguren durch Eingabe mittels Maus, Tastatur, Gamepad oder zunehmend per Gestensteuerung und erhält in der Regel über einen Bildschirm Reaktionen. Dabei steuert er häufig einen virtuellen Charakter als Stellvertreter durch eine vordefinierte Welt. In dieser kann er sich, je nach Spiel, in unterschiedlichem Maße frei bewegen. Der Spieleentwickler hat zuvor Regeln und Ziele definiert. Diese Regeln muss der Spieler einhalten (siehe auch Cheat), um das Ziel zu erreichen. Ein Qualitätsmerkmal für Computerspiele ist oft die Handlungsfreiheit.
Das wechselseitige aufeinander Einwirken des Spielers mit dem Computer im Einzelspielermodus oder über einen Computer mit anderen Spielern im Mehrspielermodus ist grundlegend für das Computerspiel, weshalb man es anders als zum Beispiel das Fernsehen, den Film oder das Buch als interaktives Medium bezeichnen kann. Dieses Eintauchen des Nutzers in die jeweilige virtuelle Welt, mit der er interagieren kann, wird als Immersion bezeichnet.

### Einzelspieler
Computerspiele werden überwiegend im sogenannten Einzelspieler-Modus gespielt. Dabei wird die Spielsituation nur durch den Spieler selbst und den Computer beeinflusst. Die Handlungen und Reaktionen der Gegner, oft Bots genannt, werden vom Computer berechnet. Das Niveau der künstlichen Intelligenz der Nichtspielercharaktere ist häufig Qualitätskriterium bei Spielen mit Einzelspieler-Modus und mit der Entwicklung der Computertechnik schreitet sie immer weiter fort. Spielstände können in Form von Savegames gespeichert werden, um sie später wieder aufzunehmen oder an andere zu verschicken.

### Mehrspieler
Viele Computerspiele unterstützen auch den sogenannten Mehrspielermodus, bei dem mehrere menschliche Spieler gegen- oder miteinander (z. B. Koop-Modus) spielen können. Gespielt wird entweder am selben Computer (bei gleichzeitigem Spiel oft mit Hilfe der Split-Screen-Technik oder abwechselnd per Hot-Seat-Modus) oder über vernetzte Geräte: Über das Internet oder ein lokales Netzwerk (in größerem Umfang auch auf LAN-Partys, wo viele Gleichgesinnte ihre Computer miteinander vernetzen). Der Mehrspieler-Modus lässt einen direkten Vergleich der Spielfertigkeiten zu und ermöglicht so das sportliche Messen der Leistungen. Diesen sportlichen Wettkampf mit Computerspielen nennt man E-Sport. Beispiele für solche Spiele sind: League of Legends, Unreal Tournament, Warcraft 3, Counter-Strike und Fortnite.

### Onlinespiele mit hoher Spielerzahl (MMO oder MMORPG)
Über das Internet ist es möglich, viele Spieler an einem Computerspiel zu beteiligen. Dabei läuft das eigentliche Spiel auf einem Server und jeder Benutzer kann von einem vernetzten Computer aus am Spielgeschehen teilnehmen. Die bedeutendste Form dieser Onlinespiele sind die Massively Multiplayer Online Role-Playing Games, kurz MMORPGs, bei denen mehrere tausend Spieler ein Rollenspiel spielen. Dabei fallen oft neben dem Kaufpreis für das Spiel auch laufende Kosten für die Benutzung der Server an. Diese regelmäßigen Kosten sind eine wichtige Einnahmequelle für die Betreiber solcher Spiele. MMORPGs besitzen, laut einer Studie für den deutschsprachigen Raum, ein gewisses Suchtpotenzial, da der Spieler sein Spieltempo nicht mehr selbst bestimmen kann. Das führt oft zu einem enormen Zeitaufwand für die Entwicklung der virtuellen Spielfigur. Das bisher erfolgreichste MMORPG ist RuneScape, das 2012 weltweit 200 Millionen Benutzerkonten hatte.

## Technik
Computerspiele werden über Eingabegeräte gesteuert. Der Computer verarbeitet diese Daten und berechnet entsprechende Reaktionen, die über Ausgabegeräte wie Bildschirm und Lautsprecher ausgegeben werden.

### Plattformen

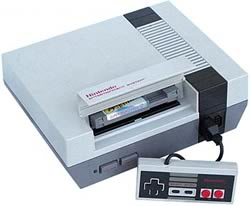
Ein Nintendo Entertainment System aus den 1980er-Jahren mit dazugehörigem Controller

Als Spieleplattform bezeichnet man die Hard- und/oder Software, die als Grundlage für das jeweilige Computerspiel dient. Man kann zwischen statischen Plattformen wie extra entwickelten Spielkonsolen wie dem Nintendo Entertainment System oder der PlayStation und generischen Plattformen wie PCs und Mobiltelefonen unterscheiden, die sich mitunter stark verändern. Die erfolgreichste Spielkonsole gemessen an Verkaufszahlen ist mit Stand 2023 die PlayStation 2 von Sony.
Aktuelle Spielkonsolen sind die PlayStation 5 von Sony, die Xbox Series von Microsoft und die Switch von Nintendo. Daneben existiert ein Markt für tragbare Geräte wie die Nintendo Switch Lite. War früher das mobile Computerspiel ausschließlich die Domäne dieser Handheld-Konsolen, so bieten heute Smartphones zusätzlich zu ihren Kernfunktionen auch eine Spieleunterstützung an. Als Plattform für Computerspiele ist auch der PC beliebt.

### Engines
Spiel-Engines (englisch Game Engines) sind Programme, die den Spieleentwicklern häufig benutzte Werkzeuge zur Verfügung stellen und als technischer Kern eines Computerspiels verstanden werden können. Sie ermöglichen die Darstellung von 3D-Objekten, Effekten wie Explosionen und Spiegelungen, die Berechnung des physikalischen Verhaltens von Objekten im Spiel, den Zugriff auf Eingabegeräte wie Maus und Tastatur und das Abspielen von Musik.
Bei der Produktion eines Computerspiels wird entweder eine neue Game-Engine programmiert – bis Mitte der 1990er war das fast immer der Fall – oder aber eine bereits bestehende lizenziert und evtl. modifiziert genutzt, wodurch die Produktionsdauer verkürzt werden kann. Bekannte kommerzielle Engines sind Unity, die Unreal Engine von Epic Games, die CryEngine des deutschen Entwicklers Crytek und die Source-Engine von Valve. Bekannte freie Engines sind die Quake-Engine von id Software mit deren Abkömmlingen und Godot. Zu Spielen gibt es häufig passende Level-Editoren – Programme, mit denen ohne professionelle Programmierkenntnisse eigene Level erzeugt werden können. Diese werden vor allem zur Erweiterung und Modifikation von kommerziellen Spielen, siehe Mods, eingesetzt.

### Eingabe

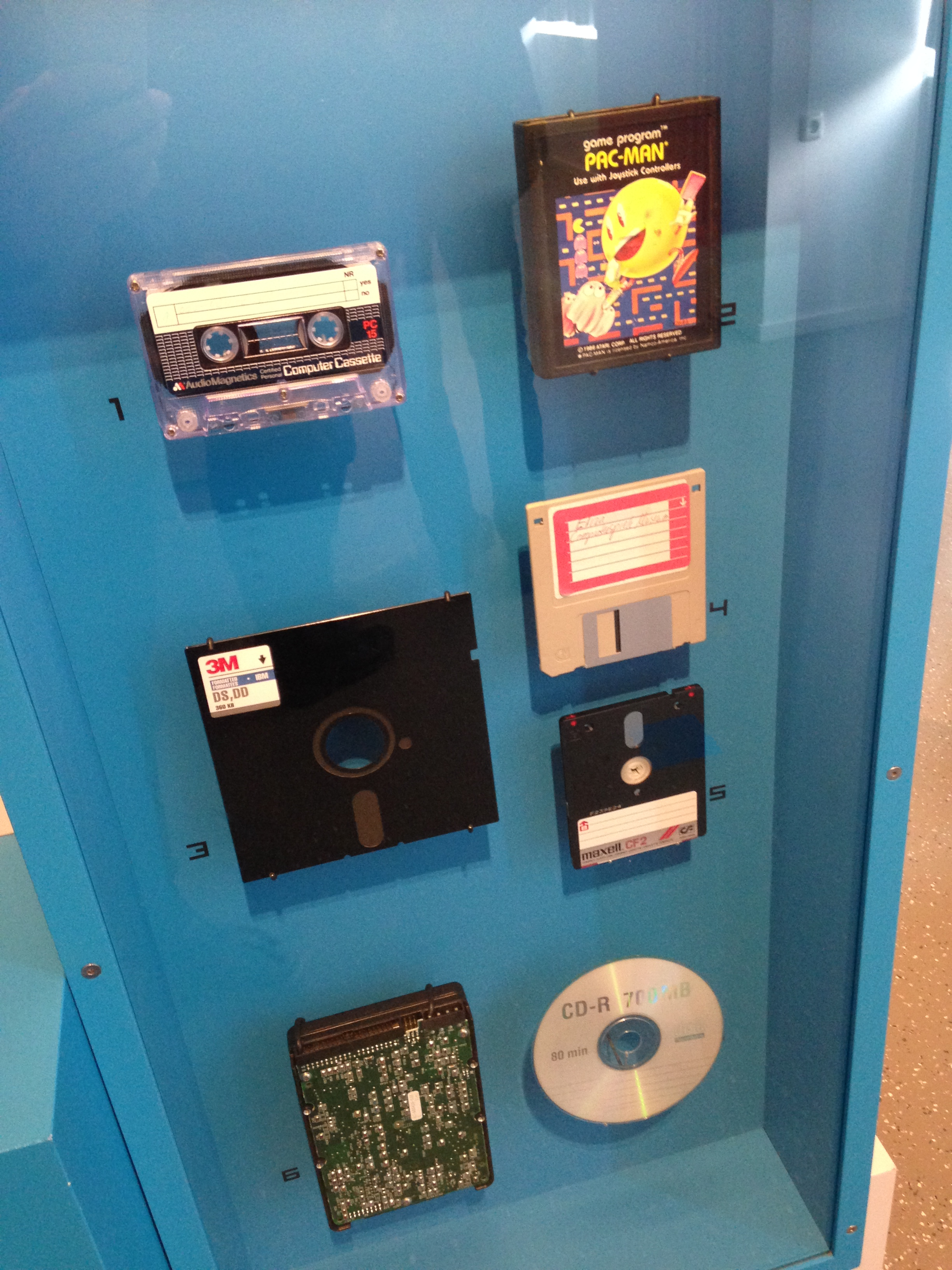
Verschiedene Datenträger für Computerspiele. Die oberen fünf sind historisch.

Üblicherweise erfolgt die Eingabe per Hand mit der Tastatur und/oder der Maus oder – insbesondere bei Spielkonsolen – dem Gamepad. In den 1980er Jahren waren noch andere Eingabegeräte wie Paddles und Joysticks weiter verbreitet. Spiele mit Sprachsteuerung haben sich auf Grund der Fehleranfälligkeit der Spracherkennung bisher nicht durchgesetzt. Die Füße werden nur selten, vor allem bei Autorennspielen zur Steuerung von Gas und Bremse mit entsprechenden Pedalen genutzt. Außerdem sind noch einige weniger gebräuchliche Geräte wie das PC Dash und der Strategic Commander verwendbar. Es hat verschiedene Versuche gegeben, Spiele zu vermarkten, die auf die Körperbewegung des Spielers reagieren – beispielsweise durch Drucksensoren in Gummimatten oder durch Auswertung eines Kamerabildes. Diese Spiele stellten jedoch lange Zeit ein Nischenprodukt dar. Erst mit der hohen Verbreitung der Wii-Konsole von Nintendo etabliert sich diese Art von Steuerung. Der Controller verfügt über einen Bewegungssensor, der Position und Bewegung im Raum registriert, so kann durch Armbewegungen eine Spielfigur gesteuert werden.

### Optische Ausgabe
Man kann grob zwischen maschinellem Text im Textmodus, 2D- und 3D-Computergrafik unterscheiden.
Es hat sich eine eigene Ästhetik der Computerspiele entwickelt, eine eigene Bildsprache. Die ersten Computerspiele waren einfarbig und geprägt von Text oder Blockgrafik. Mit der Verfügbarkeit immer besserer Grafikprozessoren wurden die Bildwelten immer farbiger und komplexer.
Das typische Spieldisplay heute zeigt den Spieler als Avatar im Bild, oder direkt seine eigene Sicht, die First-Person-Ansicht (Egoperspektive) beispielsweise im Ego-Shooter, vergleichbar der subjektiven Kamera im Film. Dazu erscheinen alle möglichen Anzeigen, Punktestände, Meldungen wie Gesundheitszustand oder Missionsziele im Bild (meist in Form eines Head-up-Displays/HUD). Die visuelle Informationsausgabe kann per Monitor, Display oder Fernseher erfolgen und in Verbindung mit einer 3D-Brille oder einem Stereodisplay kann sogar ein dreidimensionales Erlebnis erzeugt werden.
Einige Videospiel-Entwickler benutzen mittlerweile auch die Technologie Virtual Reality um den Spieler noch mehr in ihre Welten einbeziehen zu können. Die Ausgabe erfolgt über ein Headset, meist als Zubehör für entsprechende Plattformen erhältlich. Diese VR-Headsets sind Brillen bestehend aus zwei getrennten nicht-linearen Bildschirmen. Die Kamera-Perspektive in der virtuellen Welt wird durch den Spieler mittels seinen eigenen Kopfbewegungen selbst eingenommen. Häufig wird durch mehrere externe, selten auch eine integrierte Kamera, die Position in der virtuellen Welt bestimmt.

### Akustische Ausgabe
Akustische Signale, Effekte und gesprochener Text werden in zunehmendem Umfang und immer besser werdender Qualität bei Computerspielen eingesetzt. Von der ehemals überwiegend atmosphärischen Bedeutung haben sie sich zu einer wichtigen Informationsquelle für den Spieler entwickelt (zum Beispiel zur räumlichen Ortung und Orientierung innerhalb des Spiels). Besonders in Mehrspieler-Partien erlangen akustische Informationen durch die Anwendung von Headsets, die eine schnelle und einfache Kommunikation zwischen Teammitgliedern erlauben, eine immer größere Bedeutung. In Deutschland wird die Sprachausgabe importierter Computerspiele immer öfter ähnlich professionell synchronisiert wie bei Kinofilmen. Teilweise wird bei der Lokalisierung auch auf bereits aus anderen Medien bekannte Sprecherstimmen zurückgegriffen.
Besondere Bedeutung hat die Musik in Spielen: Anfänglich als reine Untermalung der Spielszene eingeführt, nimmt sie heute eine ähnliche Rolle wie bei Filmen ein: Sie dient der Steigerung der Dramatik und soll das Spielgeschehen szenisch führen. Dabei kommen oft kurze, einprägsame Melodiesätze zur Anwendung, die auch nach häufigerem Anhören nicht langweilig werden. Die Bandbreite bezüglich des Qualitätsanspruchs ist dabei groß: Professionelle Spieleentwickler beschäftigen heute eigene Komponisten, die sich ganz auf die Erstellung der Musik konzentrieren. Diese wird dem Projekt heute einfach als fertige Audiospur in üblichen Datenformaten zugefügt. PC-Spiele bieten dem Anwender bei frei zugänglichen Datenordnern die Möglichkeit, ungeliebte Musikstücke oder Geräusche auszutauschen und dem eigenen Geschmack anzupassen. Das ist nur dann möglich, wenn Standardformate wie Wave, MP3, MIDI oder andere zum Einsatz kommen und das Spiel von Programmiererseite nicht zu einer einzigen ausführbaren Datei zusammengefasst wurde.
Bei den ersten Telespielen der 1980er Jahre mussten die Musikentwickler auch über umfangreiches programmiertechnisches Fachwissen verfügen, um ihr Notenmaterial in das Programm integrieren zu können.

### Mechanische Ausgabe
Neben der optischen und akustischen Ausgabe bietet die mechanische eine weitere Interaktionsmöglichkeit. Die sogenannte Force-Feedback-Technologie ermöglicht die Ausgabe mechanischer Effekte als Reaktion auf Kräfte, die auf die Spielfigur einwirken. Diese Technik wird vor allem in Lenkrädern für Rennsimulationen, Joysticks für Flugsimulationen und in Gamepads sowie bei Maustasten eingesetzt. Wenn beispielsweise der Spieler mit dem Rennwagen gegen ein Hindernis fährt, spürt er am Lenkrad eine Gegenbewegung.

## Überschneidung mit anderen Medien und Spielformen
Das Computerspiel zeichnet sich durch wesentliche Unterschiede, aber auch durch wesentliche Gemeinsamkeiten anderen Spielformen gegenüber aus. Wesentliche Elemente eines Computerspiels sind das (bewegte) Bild und die Interaktivität. Dabei gibt es zum Beispiel Gemeinsamkeiten mit dem experimentellen Theater.
Es gibt jedoch einige grundsätzliche Unterschiede: Während bei einem realen Rollenspiel die Zahl der Teilnehmer schon aus praktischen Gründen begrenzt ist, gibt es theoretisch bei der Computerversion im Internet keine Begrenzung. Mehr und mehr ist auch die internationale Vernetzbarkeit von Computerspielen eine seiner wesentlichen Eigenschaften.
Oft entlehnt das Computerspiel anderen Medien weitere Elemente und entwickelt diese im eigenen Rahmen weiter, etwa die Geschichte, entlehnt vom Drama, dem Film und der Literatur oder die Musik. Ansätze dazu finden sich etwa in Black & White, Deus Ex, World of Warcraft, Die Sims, Dungeon Keeper, Baldur’s Gate 2, Fahrenheit und Monkey Island 3.
Umgekehrt fließen Computerspiel bzw. eGames auch in die Literatur ein: In Die drei Sonnen, einem Science-Fiction-Roman des chinesischen Autors Liu Cixi, spielt das Spiel „Threebody“ eine Rolle, allerdings sind keine Aktivität oder Interaktivität der Spieler eingebaut, es handelt sich eher um eine parallele Möglichkeit, etwas zu erzählen. In SpielRaum von Alex Acht ist das Designen eines Computerspiels Teil der Handlung, die Interaktionen werden gut beschrieben, mit ihrer Hilfe kann der Kommissar am Ende den Fall lösen.
Im Februar 2008 sprach sich Olaf Zimmermann vom Deutschen Kulturrat dafür aus, dass auch Computerspiele-Entwickler als Künstler anzuerkennen wären. Hans-Joachim Otto, Vorsitzender des Ausschusses für Kultur und Medien des Deutschen Bundestages, pflichtete Zimmermann in einem Interview bei und erklärte, dass die Entwicklung von Spielen ein hohes Maß an kreativer und künstlerischer Arbeit erfordere.
Bei einer Indizierung durch die BPjM wird der Kunstbegriff oft als nicht so wichtig wie die Jugendgefährdung gewertet.
Mit der Wechselseitigkeit von Geisteswissenschaften und Videospielen beschäftigt sich die fachwissenschaftliche Buchreihe Video Games and the Humanities des Verlags de Gruyter.

### Filme mit Bezug zu Computerspielen
- Tron (1982)
- WarGames – Kriegsspiele (1983)
- Der Rasenmähermann (1992)
- Super Mario Bros (1993)
- Virtuosity (1995)
- eXistenZ (1999)
- Doom (2005)
- Silent Hill (2006)
- Gamer (2009)
- Prince of Persia: Der Sand der Zeit (2010)
- Tron: Legacy (2010)
- Pixels (2015)
- Warcraft: The Beginning (2016)
- Jumanji: Willkommen im Dschungel (2017)
- Ready Player One (2018)
- Free Guy (2021)
- Ein Minecraft Film (2025)

### Romane mit Bezug zu Computerspielen
- Simulacron-3 (1964) – Daniel F. Galouye
- Level 4 – Die Stadt der Kinder (1994) – Andreas Schlüter
- Die drei Sonnen (2006) – Liu Cixin
- Erebos (2010) – Ursula Poznanski
- Ready Player One (2011) – Ernest Cline
- Würfelwelt-Trilogie (2013, 2014) – Karl Olsberg
- Lost City 1.0 (2016) – Daphne Unruh
- Das letzte Level (2017) – Chris Bradford
- The Electric State (2018) – Simon Stålenhag
- Die Eisraben-Chroniken (2018, 2019) – Richard Schwartz
- Kryonium. Die Experimente der Erinnerung (2019) – Matthias A. K. Zimmermann[37]

## Kritik

### Soziale Auswirkungen
Die Auswirkungen von Gewalt in Computerspielen sind Gegenstand kontroverser Diskussionen. Dabei geht es im Wesentlichen darum, wie Gewalt in Spielen eingesetzt und gezeigt wird, deren Auswirkungen auf die Persönlichkeitsentwicklung von computerspielenden Kindern und Jugendlichen, und einen möglichen Zusammenhang zwischen virtueller und realer Gewalt, d. h., ob Gewalt in Computerspielen Menschen mit einer dafür empfänglichen Persönlichkeitsstruktur auch im realen Leben aggressiver und/oder gewaltbereiter macht.
Durch diverse Studien, welche zum Teil schon seit Mitte der 1980er Jahre durchgeführt werden, versuchen Forscher zu untersuchen, ob der exzessive Konsum gewalthaltiger Computerspiele Auswirkungen auf die Gewaltbereitschaft der Konsumenten haben kann. Dabei spielen weitere Aspekte hinein, wie zum Beispiel der Rückhalt im sozialen Umfeld und die Beschaffenheit des Umfelds. Jüngste Analysen mittels funktioneller MRT deuten darauf hin, dass die Gehirnaktivität im linken unteren Frontallappen selbst noch nach einer Woche verminderte Reaktion im Stroop-Test auf Gewalt zeigt. Getestet wurde eine Gruppe von 14 Männern und eine gleich große Kontrollgruppe. Ein Mangel der Studie besteht allerdings darin, dass die Kontrollgruppe kein Computerspiel spielte. Es stellt sich die Frage ob bei einer realistischen Kontrollgruppe, die ein gewaltfreies Computerspiel gespielt hätte, nicht ähnliche Ergebnisse wie bei der mit gewalttätigen Computerspielen konfrontierten Gruppe entstanden wären.

### Body-Mass-Index (BMI)
Aufgrund uneinheitlicher Ergebnisse hinsichtlich des Zusammenhangs zwischen der Intensität des Spielens von Videospielen und des Body-Mass-Index (BMI) wurde in einer Meta-Analyse überprüft, ob sich das Spielen von Videospielen negativ auf den BMI auswirkt und ob das Spielen einen Einfluss auf die Änderung von körperlicher Aktivität bei den Spielern hat. In die Analyse flossen die Ergebnisse von 20 Publikationen ein. Die Ergebnisse ergaben einen kleinen positiven Zusammenhang zwischen nicht-aktiven Videospielen und dem BMI. Dabei wiesen die miteinbezogenen Studien eine signifikante Heterogenität auf. Eine weitere Analyse potenzieller Moderator-Variablen konnte zeigen, dass der Zusammenhang bei Erwachsenen ausgeprägter war. Ein meta-analytisches Strukturgleichungsmodell ergab nur wenige Hinweise auf eine Änderung der körperlichen Aktivität durch die für Videospiele aufgewendete Zeit. Insgesamt konnte durch die Analyse die Annahme eines starken Zusammenhangs zwischen Videospielen und Körpermasse nicht bestätigt werden.

### Schulische Leistungen
Eine prospektive Studie zum Einfluss des Spielens von Computer- und Videospielen auf die Schulleistungen zeigte, dass die Intensität des Spielens von Computerspielen eine signifikant schlechtere Schulleistung zwei Jahre später voraussagte. Dieser Effekt blieb auch unter Kontrolle des Einflusses der ursprünglichen Noten und des Denkvermögens signifikant. Zusätzlich zeigte sich, dass die mathematischen Kompetenzen und Lese-Fähigkeiten der Schüler nicht durch die Spielhäufigkeit beeinflusst wurden. Die Autoren schlossen daraus, dass das Computer- und Videospielen zwar zu einem, wenn auch kleinen Verlust an schulischen Erfolgen führt, basale Grundkompetenzen davon jedoch nicht beeinflusst würden.

### Spielsucht
Von Wissenschaftlern wird auf die Suchtgefahr bei exzessivem Computerspielen hingewiesen. In Computerspielen wird z. B. das Belohnungssystem im Gehirn ständig wieder aktiviert, um den Spieler am Spielen zu halten. In der Praxis müssen in einem Computerspiel oft viele kleine Aufgaben gelöst werden, die im Gegensatz zum realen Leben auch fast immer in sehr kurzer Zeit zur Zufriedenheit des Spielers erledigt werden können. Der Spieler erlebt dann beim Beenden des Spiels einen negativen emotionalen Zustand, den er durch Weiterspielen zu verhindern versucht.
In Südkorea kam es 2002 zum ersten bekannt gewordenen Todesfall infolge ununterbrochenen Computerspielens. Ein 24-Jähriger brach nach 86 Stunden ohne Schlaf und Nahrungsaufnahme vor einem Rechner in einem Internetcafé zusammen. Nachdem er sich scheinbar von dem Zusammenbruch erholt hatte, fand ihn wenig später die herbeigerufene Polizei tot auf der Toilette eines PC Bangs.
2018 erklärte die Weltgesundheitsorganisation Videospielsucht zu einer Krankheit.

## Zensur und Verbote von Computer- und Videospielen
Nach geltendem Recht dürfen Computer- und Videospiele in Deutschland keine Kriegsverherrlichung oder leidende Menschen in einer die Menschenwürde verletzende Weise darstellen. Aus diesen und anderen Gründen werden die deutschen Versionen mancher Spiele zensiert. So schießt der Spieler z. B. bei Ego-Shootern in der zensierten Version auf Außerirdische, während in der Originalversion des Spiels Menschen als Gegner zu sehen sind. Blut wird manchmal grün statt rot dargestellt.
International gab und gibt es Verbote auch aus anderen Gründen. So wurde Pokémon Go in Saudi-Arabien (Glücksspiel) und im Iran (Sicherheitsbedenken) verboten. Das Spiel Animal Crossing: New Horizons ist in China verboten, da es in Hongkong benutzt wurde, um Proteste zu organisieren.
Im Juli 2002 wurde in Griechenland ein Gesetz verabschiedet, das illegales Glücksspiel stoppen sollte. Stattdessen wurden aber alle elektronischen Spiele verboten und es gab Berichte über Verhaftungen wegen des Spielens von Counter-Strike und Schach  in der Öffentlichkeit. Das Gesetz wurde im September 2002 dahingehend geändert, dass ein geldwerter Vorteil für den Spieler oder eine dritte Partei entscheidend ist.

### Übersichts- und Einstiegsliteratur
- Bob Bates: Game Design – Konzept, Kreation, Vermarktung. 2002, ISBN 3-8155-0433-3.
- Benjamin Beil u. a.: Theorien des Computerspiels zur Einführung. GamesCoop. Junius Verlag, Hamburg 2012, ISBN 978-3-88506-691-0.
- Winnie Forster: Lexikon der Computer- und Video-Spielmacher. 1. Auflage. Gameplan, Utting 2008, ISBN 978-3-00-021584-1.
- Winnie Forster: Spielkonsolen und Heimcomputer 1972–2009. 3. Auflage. Gameplan, Utting 2009, ISBN 978-3-00-024658-6.
- Gerd Frey: Spiele mit dem Computer. Kilchberg 2004, ISBN 3-908491-40-1.
- Sven Jöckel: Computerspiele. Nutzung, Wirkung und Bedeutung. Springer, Wiesbaden 2018 (2. Auflage 2024).
- Gregor Kartsios: Das ABC der Videospiele. 2 Bände. Lappan, Oldenburg 2021/2022.
- Steven L. Kent: The Ultimate History of Video Games. 2 Bände. Crown, New York 2001 (Band 1) / New York 2021 (Band 2).
- Konrad Lischka: Spielplatz Computer. Kultur, Geschichte und Ästhetik des Computerspiels. Hannover 2002, ISBN 3-88229-193-1.
- Mathias Mertens, Tobias O. Meißner: Wir waren Space Invaders. Frankfurt a. M. 2002, ISBN 3-8218-3920-1.
- Jörg Müller-Lietzkow, Ricarda B. Bouncken, Wolfgang Seufert: Gegenwart und Zukunft der Computer- und Videospielindustrie in Deutschland. Dornach 2006, ISBN 3-00-018580-1.
- Andreas Rosenfelder: Digitale Paradiese. Von der schrecklichen Schönheit der Computerspiele. Kiepenheuer & Witsch, Köln 2008, ISBN 978-3-462-03955-9.
- Jason Schreier: Blood, Sweat, and Pixels: The Triumphant, Turbulent Stories Behind How Video Games Are Made. Harper, New York 2017.
- Christian Wirsig: Das große Lexikon der Computerspiele. Schwarzkopf & Schwarzkopf, Berlin 2003, ISBN 3-89602-525-2.
- Daniel Martin Feige, Rudolf Thomas Inderst (Hrsg.): Computerspiele. 50 zentrale Titel. transcript Verlag, Bielefeld, 2025, ISBN 978-3-8376-6825-4.

### Fachliteratur
- Fachzeitschriften
  - Paidia – Zeitschrift für Computerspielforschung (Ludwig-Maximilians-Universität München).

- Design, Engineering:
  - Katie Salen, Eric Zimmerman: Rules Of Play – Game Design Fundamentals. The MIT Press, Cambridge/London 2004, ISBN 0-262-24045-9.
  - Claus Pias: Computer Spiel Welten. 2002, ISBN 3-936488-09-6.
- Gesellschaftskritik
  - Thomas Spies, Seyda Kurt, Holger Pötzsch (Hrsg.): Spiel*Kritik: Kritische Perspektiven auf Videospiele im Kapitalismus (Game Studies), Bielefeld: transcript  2024 (Open Access)

- Marketing
  - André Marchand, Thorsten Hennig-Thurau: Value Creation in the Video Games Industry: Industry Economics, Consumer Benefits, and Research Opportunities. In: Journal of Interactive Marketing. Band 27, Nr. 3, 2013, S. 141–157. (marketingcenter.de)
- Medizin:
  - M. J. Koepp u. a.: Evidence for striatal dopamine release during a video game. In: Nature. Band 39, 1998, S. 266–268.
- Kommunikationswissenschaft, Medienwissenschaft, -psychologie, -pädagogik:
  - Natascha Adamowsky (Hrsg.): Digitale Moderne. Die Modellwelten von Matthias Zimmermann. Hirmer Verlag, München 2018, ISBN 978-3-7774-2388-3.
  - Tobias Bevc (Hrsg.): Computerspiele und Politik. Zur Konstruktion von Politik und Gesellschaft in Computerspielen. (= Studien zur visuellen Politik. 5). LIT-Verlag, Münster 2007, ISBN 978-3-8258-0332-2.
  - Tobias Bevc, Holger Zapf (Hrsg.): Wie wir spielen, was wir werden. Computerspiele in unserer Gesellschaft. UVK, Konstanz 2009, ISBN 978-3-86764-051-0.
  - Jürgen Fritz, Wolfgang Fehr (Hrsg.): Handbuch Medien: Computerspiele. Bundeszentrale für politische Bildung, 1997, ISBN 3-89331-302-8.
  - Stefan Gorsolke: Interaktivität in narrativen Medien. Das Spiel von Selbst- und Fremdreferenz. Tectum, 2009, ISBN 978-3-8288-2100-2.
  - Stephan Schwingeler (Hrsg.): Die Raummaschine. Raum und Perspektive im Computerspiel. VWH Verlag, Boizenburg 2008, ISBN 978-3-940317-24-7.
  - Thorsten Quandt, Jeffrey Wimmer, Jens Wolling (Hrsg.): Die Computerspieler. Studien zur Nutzung von Computergames. VS-Verlag, 2008, ISBN 978-3-531-15085-7.
  - Bernd Hartmann: Literatur, Film und das Computerspiel. (= Beiträge zur Medienästhetik und Mediengeschichte. 22). LIT-Verlag, Münster 2004. (Rezension)
  - Tilo Hartmann: Die Selektion unterhaltsamer Medienangebote am Beispiel von Computerspielen: Struktur und Ursachen.
  - Christoph Klimmt: Computerspielen als Handlung. Dimensionen und Determinanten des Erlebens interaktiver Unterhaltungsangebote. ISBN 3-931606-91-0.
  - Britta Neitzel, Matthias Bopp, Rolf F. Nohr (Hrsg.): ‘See? I’m real…’ Multidisziplinäre Zugänge zum Computerspiel am Beispiel von ‘Silent Hill’. Lit Verlag, 2005, ISBN 3-8258-8374-4.
  - Peter Vorderer, Jennings Bryant: Playing Video Games: Motives, Responses, and Consequences. 2006, ISBN 0-8058-5322-7.
  - Tobias Schindegger: Computerspiele – Ein Ratgeber für Eltern, PädagogInnen und Medieninteressierte. 2005, ISBN 3-937601-13-9.
  - Brenda Brathwaite: Sex in Video Games. Itps Thomson Learning, 2006, ISBN 1-58450-459-5 (Brathwaite ist Prof. am Savannah College of Art & Design)
  - Hella Grapenthin: Geschlechterdarstellung in Computer- und Videospielen. Die Frage nach der Gleichberechtigung. 2007, ISBN 978-3-8364-1043-4.
  - Inter-Acting: Game – Spieltheorie – Game Culture. In: Karin Bruns, Ramón Reichert (Hrsg.): Reader Neue Medien. Texte zur digitalen Kultur und Kommunikation. transcript, 2007, ISBN 978-3-89942-339-6.
  - Andreas Korn: Zur Entwicklungsgeschichte und Ästhetik des digitalen Bildes. Von traditionellen Immersionsmedien zum Computerspiel. Shaker, Aachen 2005, ISBN 3-8322-3843-3. (Dissertation, uni-duisburg-essen.de)
  - Tobias Hübner: Epik, Lyrik, Drama, Videospiel? Erzählstrukturen in Computerspielen. In: Deutschmagazin. . Oldenbourg Schulbuchverlag, München 2010, S. 23–28. ISSN 1613-0693 (Spielend lernen) auf Website des Autors (Memento vom 9. April 2013 im Internet Archive)
  - Rudolf Inderst, Daniel Wüllner: 10 Fragen zu Videospielen. vwh-Verlag, 2009, ISBN 978-3-940317-56-8.
  - Konstantin Mitgutsch, Herbert Rosenstingl, Jeffrey Wimmer (Hrsg.): Applied Playfulness.Proceedings of the Vienna Games Conference 2011: Future and Reality of Gaming. new academic press, Wien 2012, ISBN 978-3-7003-1830-9.
- Geschichtswissenschaft:
  - Florian Greiner, Maren Röger: Den Kalten Krieg spielen. Brett- und Computerspiele in der Systemkonfrontation. In: Zeithistorische Forschungen. Band 16, 2019, S. 46–73. (zeithistorische-forschungen.de)
  - Tobias Winnerling, Florian Kerschbaumer (Hrsg.): Early Modernity and Video Games. Cambridge Scholars Publishing, Newcastle upon Tyne 2014, ISBN 978-1-4438-5394-1.
  - Florian Kerschbaumer, Tobias Winnerling (Hrsg.): Frühe Neuzeit im Videospiel. Geschichtswissenschaftliche Perspektiven. Transcript, Bielefeld 2004, ISBN 3-8376-2548-6.
- Philosophie:
  - Daniel Martin Feige: Computerspiele. Eine Ästhetik. Suhrkamp, Berlin 2015, ISBN 978-3-518-29760-5.
  - Daniel Martin Feige, Markus Rautzenberg und Sebastian Ostritsch: Philosophie des Computerspiels. Theorie - Praxis - Ästhetik, Stuttgart: Metzler 2018, ISBN 978-3-476-04568-3.
- Religion:
  - Oliver Steffen: Religion in Games. Eine Methode für die religionswissenschaftliche Digitalspielforschung. Reimer, Berlin 2019, ISBN 978-3-496-03012-6.